# Município de Union (condado de Scioto, Ohio)
O município de Union (em inglês: Union Township) é um município localizado no condado de Scioto no estado estadounidense de Ohio. No ano de 2010 tinha uma população de 2.241 habitantes e uma densidade populacional de 17,26 pessoas por km².

## Geografia
O município de Union encontra-se localizado nas coordenadas 38° 49′ 38″ N, 83° 07′ 01″ O. Segundo a Departamento do Censo dos Estados Unidos, o município tem uma superfície total de 129.82 km², da qual 129,26 km² correspondem a terra firme e (0,43 %) 0,56 km² é água.

## Demografia
Segundo o censo de 2010, tinha 2.241 habitantes residindo no município de Union. A densidade populacional era de 17,26 hab./km². Dos 2.241 habitantes, o município de Union estava composto pelo 98,13 % brancos, o 0,04 % eram afroamericanos, o 0,76 % eram amerindios, o 0,04 % eram asiáticos, o 0,22 % eram de outras raças e o 0,8 % eram de uma mistura de raças. Do total da população o 0,76 % eram hispanos ou latinos de qualquer raça.